# Teretidens
Teretidens là một chi rêu trong họ Dicranaceae.